# Peter Vaughan
Peter Vaughan (nascut amb el nom de Peter Ohm el 4 d'abril de 1923 a Wem, Shropshire, – 6 de desembre de 2016) fou un actor de gènere anglès, conegut pel seus papers secundaris en pel·lícules i produccions televisives angleses. També va treballar sobre els escenaris.
Era més conegut pel seu paper com a Grouty a la sitcom Porridge (tot i només haver aparegut en tres episodis i en la pel·lícula de 1979), i també tenia un paper recurrent juntament amb Robert Lindsay a Citizen Smith, escrita per John Sullivan. També va fer de Tom Franklin a Chancer (1990–1991), la qual durà 20 episodis, i del mestre Aemon Targaryen a la sèrie Joc de Trons a HBO (2011–2015).